# Języki luri
Języki luri – zespół bardzo blisko spokrewnionych ze sobą języków w podgrupie południowo-zachodnioirańskiej.

## Klasyfikacja Merritta Ruhlena
Języki irańskie
- Języki zachodnioirańskie
  - Języki południowo-zachodnioirańskie
    - Języki perskie
    - Języki tackie
    - Języki fars
    - Języki luri
      - Język luri
      - Język kumzari

## Klasyfikacja Ethnologue
Języki irańskie
- Języki zachodnioirańskie
  - Języki południowo-zachodnioirańskie
    - Języki fars
    - Języki perskie
    - Języki tackie
    - Języki luri
      - Język bachtiarski
      - Język kumzari
      - Język luri północny
      - Język luri południowy